# Derrick Colter
Pour les articles homonymes, voir Colter.
Derrick Colter, né le 22 mars 1994 à Forestville, Maryland, est un joueur américain de basket-ball. Il évolue au poste de meneur.

## Biographie

### Carrière universitaire
Il passe ses quatre années universitaires à l'université Duquesne où il joue pour les Dukes.

### Carrière professionnelle
Le 23 juin 2016, lors de la draft 2016 de la NBA, automatiquement éligible, il n'est pas sélectionné.
Le 1er juillet 2016, il signe son premier contrat professionnel en France au Rouen Métropole Basket qui évolue en deuxième division.

## Statistiques

### Universitaires
Les statistiques en matchs universitaires de Derrick Colter sont les suivantes :
| Saison    | Équipe   | Matchs | Titul. | Min./m | % Tir | % 3pts | % LF | Rbds/m. | Pass/m. | Int/m. | Ctr/m. | Pts/m. |
| --------- | -------- | ------ | ------ | ------ | ----- | ------ | ---- | ------- | ------- | ------ | ------ | ------ |
| 2012-2013 | Duquesne | 30     | 30     | 32,2   | 37,6  | 31,4   | 66,7 | 2,77    | 5,20    | 0,80   | 0,17   | 13,53  |
| 2013-2014 | Duquesne | 30     | 30     | 25,8   | 36,2  | 34,5   | 70,0 | 2,50    | 3,37    | 0,67   | 0,07   | 9,07   |
| 2014-2015 | Duquesne | 31     | 31     | 31,9   | 44,4  | 42,6   | 77,7 | 2,87    | 3,65    | 0,94   | 0,06   | 13,16  |
| 2015-2016 | Duquesne | 34     | 33     | 35,9   | 40,3  | 34,3   | 82,7 | 3,59    | 4,59    | 1,00   | 0,21   | 17,91  |
| Total     | Total    | 125    | 124    | 31,6   | 39,8  | 35,4   | 75,4 | 2,95    | 4,21    | 0,86   | 0,13   | 13,56  |

## Vie privée
Son frère est mort à l'âge de 33 ans d'une paralysie cérébrale.
Derrick a vaincu le cancer du lymphome non hodgkinien en 2014.